# Virginia Slims of New Orleans 1984
Il Virginia Slims of New Orleans 1984 è stato un torneo di tennis giocato sul sintetico indoor. È stata la 1ª edizione del torneo, che fa parte del Virginia Slims World Championship Series 1984. Si è giocato a New Orleans negli USA, dal 24 al 30 settembre 1984.

## Campionesse

### Singolare
Martina Navrátilová ha battuto in finale  Zina Garrison con il punteggio di 6–4, 6–3

### Doppio
Martina Navrátilová /  Pam Shriver hanno battuto in finale  Wendy Turnbull /  Sharon Walsh con il punteggio di 6–4, 6–1